# IC 1706-2
IC 1706-2 — галактика типу C (компактна галактика) у сузір'ї Риби.
Цей об'єкт міститься в оригінальній редакції індексного каталогу.